# Strikeforce: Shamrock vs. Baroni
Strikeforce: Shamrock vs. Baroni（ストライクフォース：シャムロック・バーサス・バローニ）は、アメリカ合衆国の総合格闘技団体「Strikeforce」の大会の一つ。2007年6月22日、カリフォルニア州サンノゼのHPパビリオンで開催された。

## 大会概要
本大会ではStrikeforce世界ミドル級王座決定戦とEliteXC世界ミドル級王座決定戦が組まれた。
元WEC世界ウェルター級王者マイク・パイルがStrikeforceデビュー。
本大会は『EliteXC: Shamrock vs. Baroni』のタイトルでソフト化された。

## 試合結果

### プレリミナリィカード
第1試合 ミドル級 5分3R
○  セス・クレインベック vs.  サム・スペングレー ×
2R 2:55 TKO（レフェリーストップ：パウンド）
第2試合 バンタム級 3分3R
○  クリス・カリアソ vs.  アンソニー・フィゲロア ×
3R終了 判定3-0
第3試合 ヘビー級 3分3R
○  レックス・リチャーズ vs.  レイ・セレーユ ×
1R 0:34 TKO（レフェリーストップ：パウンド）
第4試合 キャッチウェイトバウト（175ポンド） 5分3R
○  ルーク・スチュアート vs.  ジェイソン・フォン・フルー ×
3R 2:17 TKO（レフェリーストップ：マウントパンチ）
第5試合 ウェルター級 5分3R
○  マイク・パイル vs.  アーロン・ウェザースプーン ×
3R終了 判定3-0
第6試合 ミドル級 3分3R
○  ニック・セオティコス vs.  ニック・コベート ×
1R 1:13 KO（パンチ）
第7試合 ライト級 5分3R
○  エドソン・ベルト vs.  ビクトー・バレンズエラ ×
2R 0:47 ヒールホールド

### メインカード
第8試合 ヘビー級 5分3R
○  ポール・ブエンテロ vs.  カーター・ウィリアムス ×
2R 0:10 TKO（レフェリーストップ：パウンド）
第9試合 EliteXC世界ミドル級王座決定戦 5分5R
○  ムリーロ・ニンジャ vs.  ジョーイ・ヴィラセニョール ×
2R 1:05 TKO（レフェリーストップ：右フック→パウンド）
※ニンジャが王座獲得に成功。
第10試合 Strikeforce全米ライト級タイトルマッチ 5分3R
○  ジョシュ・トムソン vs.  ニック・ゴンザレス ×
1R 1:42 チョークスリーパー
※トムソンが王座の初防衛に成功。
第11試合 キャッチウェイトバウト（180ポンド） 5分3R
○  カン・リー vs.  トニー・フリックランド ×
3R 0:25 KO（右フック）
第12試合 Strikeforce世界ミドル級王座決定戦 5分5R
○  フランク・シャムロック vs.  フィル・バローニ ×
2R 4:00 TKO（レフェリーストップ：チョークスリーパー）
※シャムロックが王座獲得に成功。
第13試合 ウェルター級 5分3R
○  ポール・デイリー vs.  ドゥエイン・ラドウィック ×
2R 0:42 TKO（レフェリーストップ：パウンド）

### エンディング・ファイト
第14試合 ライト級3分3R
○  デビッド・スミス vs.  ショーン・バセット ×
2R 1:23 TKO（レフェリーストップ：パウンド）